# Aeroportul Nikolai
Aeroportul Nikolai (IATA: NIB, ICAO: PAFS, FAA LID: FSP) este un aeroport din Alaska, Statele Unite ale Americii ce deservește zona Nikolai⁠(d). Aeroportul a fost tranzitat în 2019 de 60 de pasageri. A fost numit după zona deservită.
Situat la o altitudine de 134 m, aeroportul dispune de 1 pistă. Este operat de Alaska Department of Transportation & Public Facilities⁠(d).

## Infrastructură

### Piste
Aeroportul dispune de o singură pistă. Pista 04/22 are suprafața de pietriș și dimensiunile 4.021 picioare × 75 picioare. 